# 정혜신
정혜신(1963년 8월 7일 ~ )은 대한민국의 여성학자 겸 정신건강의학과 의사이다.

## 생애
신동아에 '정혜신의 인간탐구', 시사저널에 '정혜신의 정신탐험', 한겨레신문에 '정혜신 칼럼' 등을 연재했다.
2008년, 고문피해 당사자들이 중심이 되어 또다른 고문피해자들을 돕기 위해 만든 재단 '진실의 힘'에서 고문치유모임의 집단 상담에 참여하였다. 2011년, 외상 후 스트레스 증후군과 우울감 등으로 고통 받고 있는 쌍용차 정리해고 노동자와 그 가족들을 위해 집단 상담을 시작하며 심리치유센터 '와락'을 만들었다.

## 저서
- 《불안한 시대로부터의 탈출》(명진출판사, 1999년) ISBN 8976770811
- 《사람 VS 사람》(개마고원, 2005년) ISBN 895769028X
- 《삼색공감-사람, 관계, 세상에 관한 단상들》(개마고원, 2006년) ISBN 8957690417
- 《거짓말》(한겨레출판사, 2006년) ISBN 8984311979
- 《마음미술관》(문학동네, 2007년) ISBN 9788954604307
- 《정혜신의 그림 에세이 마음과 마음》(한국표준협회미디어, 2009년) ISBN 9788992264198
- 《남자 VS 남자》(개마고원, 2009년) ISBN 8985548697

## 공저
- 조정래·정혜신·장회익·박홍규·박노자·고종석. 《젊은 날의 깨달음》. 인물과사상사. 2005년. ISBN 8959060089
- 정혜신·정재승·양창순·서두칠. 《혁신청언》. 한국표준협회미디어. 2007년. ISBN 9788992264075
- 정혜신·이명수. 《홀가분》. 해냄출판사. 2011년. ISBN 9788965743095

## 관련 기사
- CBS 라디오 '시사자키 정관용입니다' - 정신건강의학과 전문의 정혜신 박사(2011년 12월 29일)
- 손석희의 시선집중 - "거리의 의사 '사람'을 품다" - 정혜신 정신건강의학과 전문의 (2012년 9월 22일)